# Leichtstahlwagen (Schweiz, Schmalspur)
Leichtstahlwagen sind in der Schweiz Reisezugwagen der Eisenbahn, die aus Stahl gebaut sind, dabei aber so gewichtssparend wie möglich. Im Gegensatz zum Holzkastenwagen muss nicht das Untergestell allein dem Wagen die notwendige Stabilität verleihen, sondern der ganze Wagenkasten ist – quasi als Röhre – als selbsttragende Konstruktion ausgebildet. Bei den Schweizer Schmalspurbahnen sind meist grössere Steigungen vorhanden, so dass das Gewicht der Fahrzeuge eine besondere Rolle spielt. Aus diesem Grund sind die meisten Bahnen direkt vom Holzkastenwagen zum Leichtstahlwagen übergegangen, teilweise sogar direkt zum Leichtmetallwagen (Aluminium). Lediglich die Rhätische Bahn (RhB) beschaffte um 1930 herum 30 schwere Stahlwagen.

## Mitteleinstiegswagen
Der Bau von Leichtstahlwagen für Schweizer Schmalspurbahnen begann kurz vor dem Zweiten Weltkrieg und parallel zum Bau von Leichtmetallwagen in der Form von Mitteleinstiegswagen. Deren Geschichte ist unabhängig von der Materialwahl in einem Artikel zusammengefasst.

## Typ SIG 1948

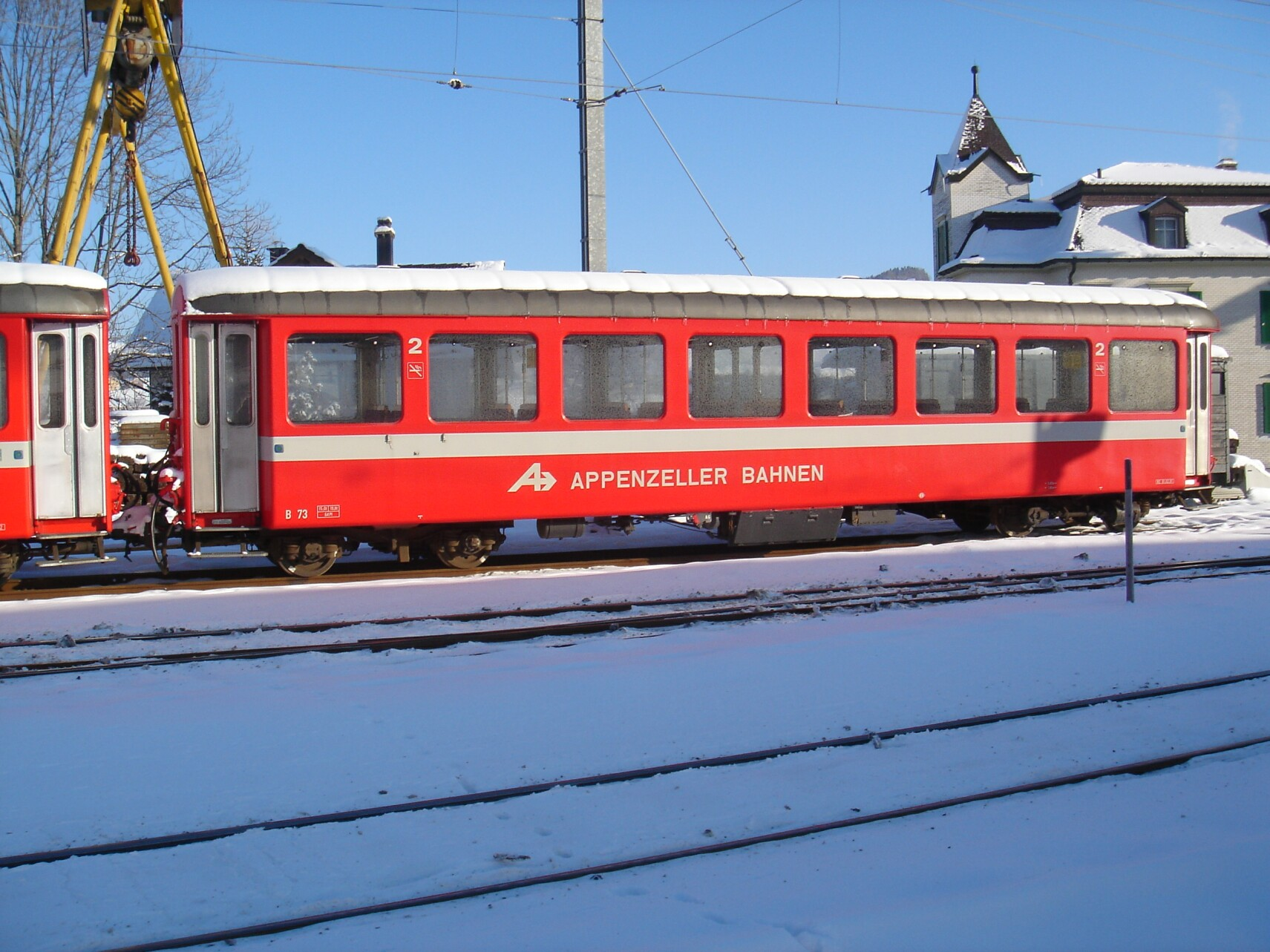
B 73 der Appenzeller Bahnen (später B 282) abgestellt in Appenzell im Jahre 2005

1948 erhielten zwei sehr unterschiedliche Bahnen insgesamt vier gleiche Leichtstahlwagen von SIG Neuhausen. Drei Wagen C4 71–73 wurden an die damalige St. Gallen-Gais-Appenzell-Altstätten-Bahn (SGA) geliefert, der vierte Wagen ging als C4 15 an die Lugano-Tesserete-Bahn (LT). Die Gliederung war sehr einfach: acht Abteile (acht Fenster pro Wagenseite) mit je acht Sitzplätzen ergaben 64 Sitzplätze und je an den Wagenenden befand sich der Einstieg mit einer geschlossenen Plattform. Die Einstiegstüre war zweiteilig ausgeführt, damit sie nicht zu weit hinausragen konnte. Die 14,57 m langen Wagen wogen 15 t und damit nur 1 t mehr als die etwas kürzeren vierachsigen Holzkastenwagen der SGA. Die LT hatte bis dahin nur Zweiachser besessen. Nach 16 Jahren wurden für die SGA noch einmal drei identische Wagen nachgebaut und 1964 als B 81–83 geliefert. Diese Wagen laufen auf SIG-Schelling-Drehgestellen, während die erste Lieferung mit SIG-Torsionsstab-Drehgestellen (System Frei) ausgerüstet ist.
Äusserlich glichen diese 7 Wagen stark den ursprünglich als C4 49+50 sowie ABC4 96-98 bezeichneten 5 Leichtschnellzug-Wagen der Montreux-Berner Oberland-Bahn (MOB) aus den Jahren 1943 und 46. Diese wurden aber noch mit einem verblechten Holzkasten gefertigt, um Stahl (Materialmangel im Zweiten Weltkrieg) und Gewicht (beschränkte Anhängelast in Steilrampen) zu sparen.
Drei Wagen waren als B 281-283 (ex 81, 73, 83) bis 2015 noch in ihrem ursprünglichen Einsatzgebiet bei den Appenzeller Bahnen (AB), zwei Wagen (71 und 72) wurden nach Südfrankreich verkauft und fahren bei den Chemins de fer de Provence (CP) als XR 1371 und XR 1372. Ein weiterer Wagen (82) wurde zu einem Salon-Steuerwagen der AB umgebaut. Der B 282 ist inzwischen als Ausstellungswagen im Einsatz. Der LT-Wagen hat auf die andere Seite des Ceneri gewechselt; er gehört inzwischen als A 130 der Società subalpina di imprese ferroviarie (SSIF, Vigezzina). Von den fünf MOB-Wagen sind zwei (49, 98) an die Chemin de fer de La Mure in Frankreich gegangen, die übrigen ausrangiert.

## Typ SIG 1951

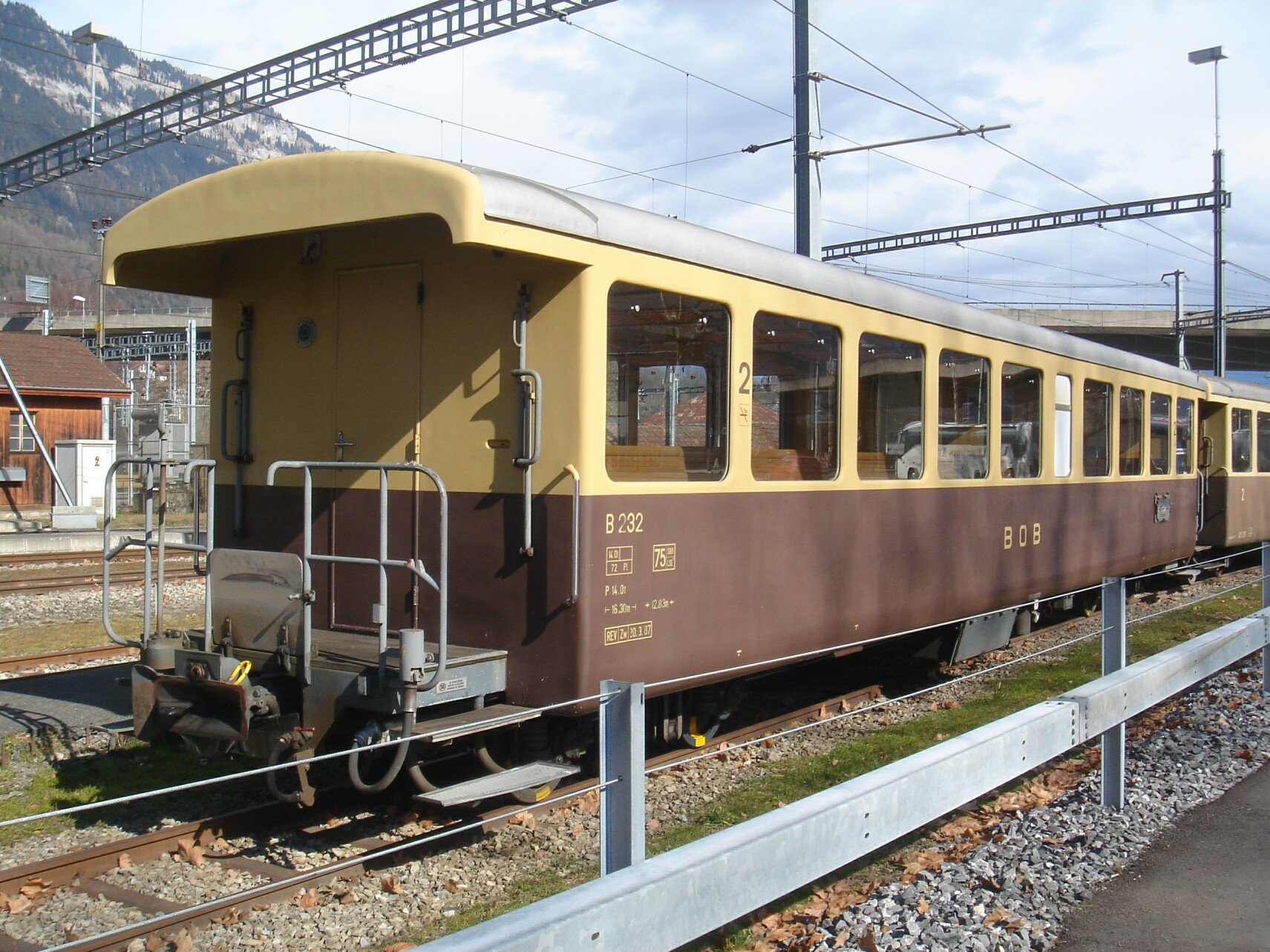
BOB Leichtstahlwagen Bi 232 in Interlaken Ost

Die Berner Oberland-Bahnen bestellten ebenfalls bei SIG einen Leichtstahlwagen. Dieser Wagen hatte in der dritten Klasse ein Abteil mehr, also 72 Sitzplätze. Zudem war ein WC in der Wagenmitte eingebaut, hingegen wurde die Plattform offen ausgeführt, also auf Türen und Stirnwand verzichtet. Diese Bauform war bereits zuvor bei der benachbarten BLS eingeführt worden. Geliefert wurden die je sechs C4 232–237 und BC4 205–210 zwischen 1951 und 1956. Ab dem Jahr 2000 wurden alle Wagen nach Deutschland (sieben Wagen, Brohltalbahn 33–39) und Frankreich (fünf Wagen, Chemin de Fer de la Baie de Somme) verkauft.

## Die FFA-Umbauwagen (mit Sickendach)
Zur Modernisierung ihres Personenwagenbestandes begann die Rhätische Bahn (RhB) zunächst, die Holzkastenwagen der Baujahre 1911–13, die zum Teil offene Plattformen hatten, zum Teil (auch nachträglich) geschlossene Plattformen, zu modernisieren. So wurden die Wagenkästen neu verblecht und SIG-Torsionsstab-Drehgestelle eingebaut. Die sechs B 2211–2216 erhielten 1960–1961 einen neuen Leichtstahlwagenkasten von FFA, der auf das alte Untergestell, unter Beibehaltung des Drehzapfenabstandes, aufgebaut wurde. Auch die Position des WC in Wagenmitte blieb erhalten, es wurde aber neu exakt in die Mitte verschoben, so dass beidseitig zwei Abteile à vier Fenster mit 32 Sitzplätzen entstanden. Der Sitzabstand betrug lediglich 1447 mm. Auf den Plattformen wurden Flügeltüren wie bei den Einheitswagen eingebaut und das Dach war mit Längssicken versehen. Die Stirnwand war aber verjüngt, so wie beim SWP Einheitswagen I. Als Besonderheit konnten diese Wagen zu Sanitätswagen für die Armee umgerüstet werden. Dafür hatten sie beidseitig beim vordersten Fenster rechts eine breite Tür, durch die Bahren ein- und ausgeladen werden konnten. Zu den Sanitätszügen gehörten auch die D 4210–4212, und alle diese Fahrzeuge besassen für den universellen Einsatz ein Bremszahnrad und die Beleuchtungsleitung für FO/BVZ. Aus diesem Grund wurden diese Wagen recht intensiv nach Brig eingesetzt, zunächst im Glacier-Express, später als Kurswagen. Ausserdem mietete die FO immer wieder mehrere dieser Wagen zur Bewältigung des Spitzenverkehrs an. Nach der Fusion mit der BVZ war das nicht mehr notwendig und bald darauf begann die RhB mit der Ausrangierung dieser Wagen.
Eine zweite Serie ähnlicher Wagen, nun aber nicht mehr als Sanitätswagen, entstand 1962 aus den A 1105–09 und den B 2202, 04, 05, 09, 10. Sie erhielten die Nummern B 2251–2260 und behielten wie die ersten Umbauwagen den Drehzapfenabstand des Untergestells vom Ursprungswagen. Es gibt deshalb drei verschiedene Masse. Die Wagenkasten waren aber einheitlich lang und der Sitzabstand betrug 1495 mm. Aufgrund ihrer kurzen Bauweise konnten diese Wagen verwendet werden, um den in den Sommermonaten akuten Wagenmangel auf der Berninalinie zu beheben. Zu diesem Zweck erhielten sie 1986 Bernina-Heizleitung, 1990 wurden sie mit einer vollwertigen Ausrüstung für den ganzjährigen Einsatz auf der Berninalinie versehen. Mit 17-18 t waren sie allerdings um einiges schwerer als die Leichtmetall-EW I (11 t), boten aber auch 16 Sitzplätze mehr.
Zwei weitere solche Wagen, allerdings um ein Fenster kürzer, also mit 56 Sitzplätzen, entstanden 1963 auf den Untergestellen der beiden Berninabahn-Vierachser B 2233–2234 ex Berninabahn 151–152. Sie wogen 15 t und verkehrten anfänglich ohne Faltenbälge auf der Berninabahn. 1969 wurden die SIG-Torsionsstab-Drehgestelle gegen SWP-Drehgestelle gleicher Bauart wie bei den Leichtmetall-EW-I getauscht. Der B 2234 wurde 2002 zum As 1171 "Starckes Stück" umgebaut. Bis etwa 2010 dürften die letzten Umbauwagen ausrangiert sein.
Vier weitere Umbauwagen mit 56 Sitzplätzen, aber ohne WC und mit offenen Plattformen, entstanden 1968 und 1970 als B 203–206 für die Montreux-Berner Oberland-Bahn (MOB) auf den Untergestellen der A 82, A 81, AB 94 und AB 95. Ab 1994 wurden diese Wagen bei R+J umgebaut und verlängert, so dass abgesehen von den Drehgestellen praktisch von einem Neubau gesprochen werden muss. Sie verkehren heute als B 203 und BD 204–206. Ebenfalls zu diesen Umbauwagen zu zählen ist der 1971 auf dem Untergestell des A 85 entstandene Postwagen Z 33.

## Einheitswagen I
Die ersten schmalspurigen Einheitswagen I waren ebenfalls Leichtstahlwagen. Alle Bahnen mit Zahnradstrecken setzten hingegen auf Leichtmetallwagen und so wurden die späteren Einheitswagen (II, III und IV) allesamt in Aluminium gebaut.

## Gepäck- und Postwagen
In ähnlicher Bauweise wie die Personenwagen entstanden auch Gepäck- und Postwagen für die Schmalspurbahnen. Die Postwagen waren im Eigentum der PTT, diese versetzte deshalb die Wagen nach Einstellung der Posttransporte in verschiedenen Fällen noch auf andere Bahnen, um dort Zwei- und Dreiachser abzulösen. Ein Teil der Leichtstahl-Gepäckwagen ist den Einheitswagen I zuzurechnen, diese sind dort aufgeführt. Die hier aufgezählten Wagen haben als Gemeinsamkeit kein Sickendach.
| Anzahl | Bahn      | Hersteller | Inbetriebnahme | Drehgestell    | Typ und Nummer | Bemerkung                                                                                           |
| ------ | --------- | ---------- | -------------- | -------------- | -------------- | --------------------------------------------------------------------------------------------------- |
| 2      | WSB       | SWS        | 1945, 53       | ??             | FZ4i 55–56     | 1977 ausrangiert, 1980 FO DZ 4354 ex WSB 56, 2005 nach Madagaskar, Einsatz im Trans Lemurie Express |
| 2      | PTT (SZB) | SWS        | 1957           | Schraubenfeder | Z4i 1–2        | ab 1974 Z 401–402, 1984 umgebaut zu Steuerwagen Zt 261–262, ab 1999 RhB BDt 1741–1742               |
| 1      | PTT (LEB) | SWS        | 1962           | Schraubenfeder | Z4i 4          | 1972 auf die AB versetzt, 2002 verkauft nach Frankreich                                             |
| 1      | PTT (FLP) | SWS        | 1962           | Schraubenfeder | Z4o 8          | ab 1998 NStCM X 103                                                                                 |
| 2      | PTT (RhB) | PAG        | 1964–65        | --             | Z2i 11–12      | 1996 abgestellt, ab 1998 YSC/TRAVYS D 71–72 (Velo)                                                  |
| 9      | PTT (RhB) | SWS        | 1966–69        | Schraubenfeder | Z4o 91–99      | ab 1996 13091–13099, ab 1999 verkauft an DFB und RhB, 2 Wagen im Vinschgau                          |
| 1      | PTT (WSB) | SWS        | 1966           | ??             | Z4o 54         | ab 1978 Z 100 auf RhB und FO, 2005 nach Madagaskar                                                  |
| 18     | Total     |            |                |                |                | |